# The Sorrows of Satan (film 1917)
The Sorrows of Satan è un film muto del 1917 diretto da Alexander Butler.

## Trama
Una giovane donna ama un principe che, in realtà, è Satana. Ma lei si vende al miglior offerente.

## Produzione
Il film fu prodotto dalla G.B. Samuelson Productions.

## Distribuzione
Distribuito dalla Walker, il film uscì nelle sale cinematografiche britanniche nel gennaio 1917.